# قندرونينة
القندرونينة (الاسم العلمي: Chondrillinae) هي تحت قبيلة من النباتات تتبع الفصيلة النجمية من رتبة النجميات.

## أجناس القندرونينة
- القندرون
- Phitosia
- Willemetia